# Холера
Холе́ра (від грец. χολή —«жовч» і грец. ροή — «текти», «витікати»), (грец. χολέρα, англ. cholera) — гостра інфекційна антропонозна хвороба, яку спричинюють холерні вібріони, має фекально-оральний механізм передачі інфекції, нерідко характеризується розвитком тяжкої діареї, яка супроводжується значними порушеннями водно-іонного обміну, тяжким зневодненням організму аж до розвитку дегідратаційного шоку з притаманними йому розладами гемодинаміки.
Згідно з Міжнародними медико-санітарними правилами (ММСП) 2005 р., через легкість зараження людей цією хворобою з високою швидкістю поширення, тяжкий перебіг, високу летальність холера належить до інфекційних захворювань, які суттєво впливають на здоров'я населення і можуть швидко поширюватися в міжнародних масштабах. Крім того, холера увійшла до переліку тих подій, які можуть спричинити надзвичайну ситуацію в галузі охорони здоров'я та їх запобігання регулюють ці правила з боку Всесвітньої організації охорони здоров'я (ВООЗ). Саме страх до поширення холери став основним поштовхом до спроби запровадження ще в XIX ст. міжнародних конвенцій із захисту від тяжких інфекцій (зустріч, яка закінчилась створенням такої угоди, відбулася в 1851 році в Парижі — була аж четвертою, на попередніх трьох зустрічах не дійшли згоди в цьому питанні), що надалі сприяло створенню Міжнародних медико-санітарних правил. В Україні хворобу відносять до так званих «особливо небезпечних інфекційних хвороб».
Збудника холери віднесено до біологічних агентів, яких офіційно визнано чинниками біологічної зброї.
За несприятливих умов холера швидко набирає характеру епідемії або навіть пандемії.
Станом на 2024 рік дослідники підрахували, що щороку в усьому світі внаслідок холери реєструється від 1,3 до 4,0 млн випадків холери та від 21 000 до 143 000 смертей. Сучасна стратегія ВООЗ стосовно холери була запропонована в жовтні 2017 року. Згідно з нею передбачається скорочення летальності від холери на 90 % до 2030 року, яке має забезпечити глобальна цільова група з контролю за холерою, різноманітна мережа з понад 50 міжнародних агентств, академічних установ та неурядових організацій.

## Історичні відомості

### Допандемічний період
Ще в індійських санскритських джерелах IX—VII ст. до н. е. є відомості про холеру. У них цю хворобу часто називали «маха-марі» — велика моровиця. Було й інша назва — «мордіксім». Один із перших описів самої хвороби відносять до часів походів Александра Македонського, воїни якого, ймовірно, страждали від цієї хвороби під час індійського походу. В одному з джерел про стан хворого зазначено: «Губи бліднуть, погляд стає безглуздим, очі закочуються, руки і ноги зморщуються, немов від вогню, і хвороба охоплює багато тисяч людей».
Стародавні прирічкові людські культури в Індії, ймовірно, і стали причиною переходу цієї інфекції у форму з клінічними проявами, яка призводить до захворювання людини, інакше кажучи, антропоноз. Водні сапрофіти-вібріони внаслідок природного відбору розвинули в собі патогенні властивості та перетворилися на відомі людині холерні збудники. Проникнувши з річкової води до кишок, вони змогли пристосуватися до паразитування в ньому. При цьому кращі шанси на значне поширення мали ті з них, які набували властивості породжувати діарею (пронос). Адже так процес обміну між хазяями прискорюється. Цей процес видоутворення продовжується і нині, оскільки лише цим можна пояснити високу мінливість холерного збудника та велику кількість його різновидів.
У басейні індійських річок Гангу і Брахмапутри, у Бенгалії, для процесу формування холери були ідеальні, а в чомусь й унікальні умови. З одного боку, спекотний клімат, велика кількість опадів, заболоченість місцевості, з другого — висока щільність заселення берегів, постійне фекальне забруднення річкових просторів, звідки брали воду для пиття. А це, звичайно ж, підвищує кількість мікроорганізмів, які потрапляють у річку. За віруваннями індуїстів, Ганг — це священна річка, обмивання з якої і пиття води змінює людину, робить її наближеною до богів. На цій водній артерії Індії стоять найбільші центри індуїзму — Харідвар, Варанасі, Аллахабад. Підвищення рівня захворюваності на холеру з інтервалом у 3 роки було відзначено ще в давнину. Зумовлено це тим, що раз на 3 роки відбувається обряд масового паломництва індуїстів Кумбха-Мела. У квітні урочистого року мільйони паломників сходяться до цих місць на прощу. Кожен із них здійснює в день до трьох ритуальних обмивань і п'є воду з річки, вимовляючи молитви. Якщо кілька членів сім'ї присутні на святі, то вони обов'язково купаються разом і дають випити воду один одному зі жмені. Багато прочан облаштовуються на березі річки в наметах і куренях в умовах страшної скупченості та антисанітарії. І в наш час на березі річки можна бачити натовпи паломників, які проводять ритуальні дії з водою. Скупчення величезних мас людей створюють оптимальні умови для поширення водних кишкових інфекцій. З поверненням в рідні місця паломники холеру та інші кишкові хвороби заносять в усі куточки Індії й далі.
Особливості Індії, як первинного осередку холери, «зберігали» недугу без істотних змін аж до XIX ст. Починаючи з XVI ст., європейські лікарі в Індії неодноразово стикалися із захворюванням, називали його «морт де чієн», можливо, від спотворення санскритського «мордіксім». П'єр Зоннерат, французький натураліст і дослідник, писав, що в одній Пондішері, колишній французькій колонії в Індії, протягом трьох років (1768—1771) померло від холери 60 тисяч осіб. Але це в самій Індії. З країни інфекція поширювалася шляхами караванів і походів, але тривалий час ніде не знаходила таких сприятливих умов, як у Бенгалії, і тому не могла вкоренитися за межами Індостану. За той час, поки пливли кораблі, рухалися каравани й війська, багато людей встигали перехворіти і навіть померти. Хоча є спірні вказівки на те, що 1031 року холера досягла Константинополя, а в 1364—1376 роках нібито спричинила епідемію в Персії. Точно встановлено, що недуга проникла в 1761—1763 роках в Аравію, 1782 року — на Цейлон, а через рік — до Малаї. Проте це були окремі випадки занесення хвороби, які не поширювалися далі та не набували масштабних форм.

### Пандемічний період

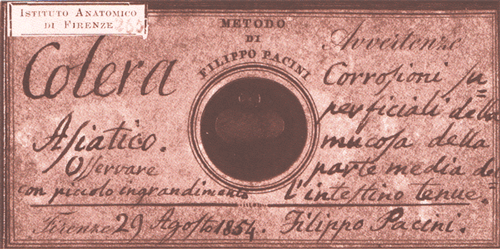
Цей препарат для мікроскопії (мазок), виготовлений Філіппо Пачіні у 1854 році, як потім було підтверджено, містить холерний вібріон (музейний експонат з Інституту анатомії у Флоренції).

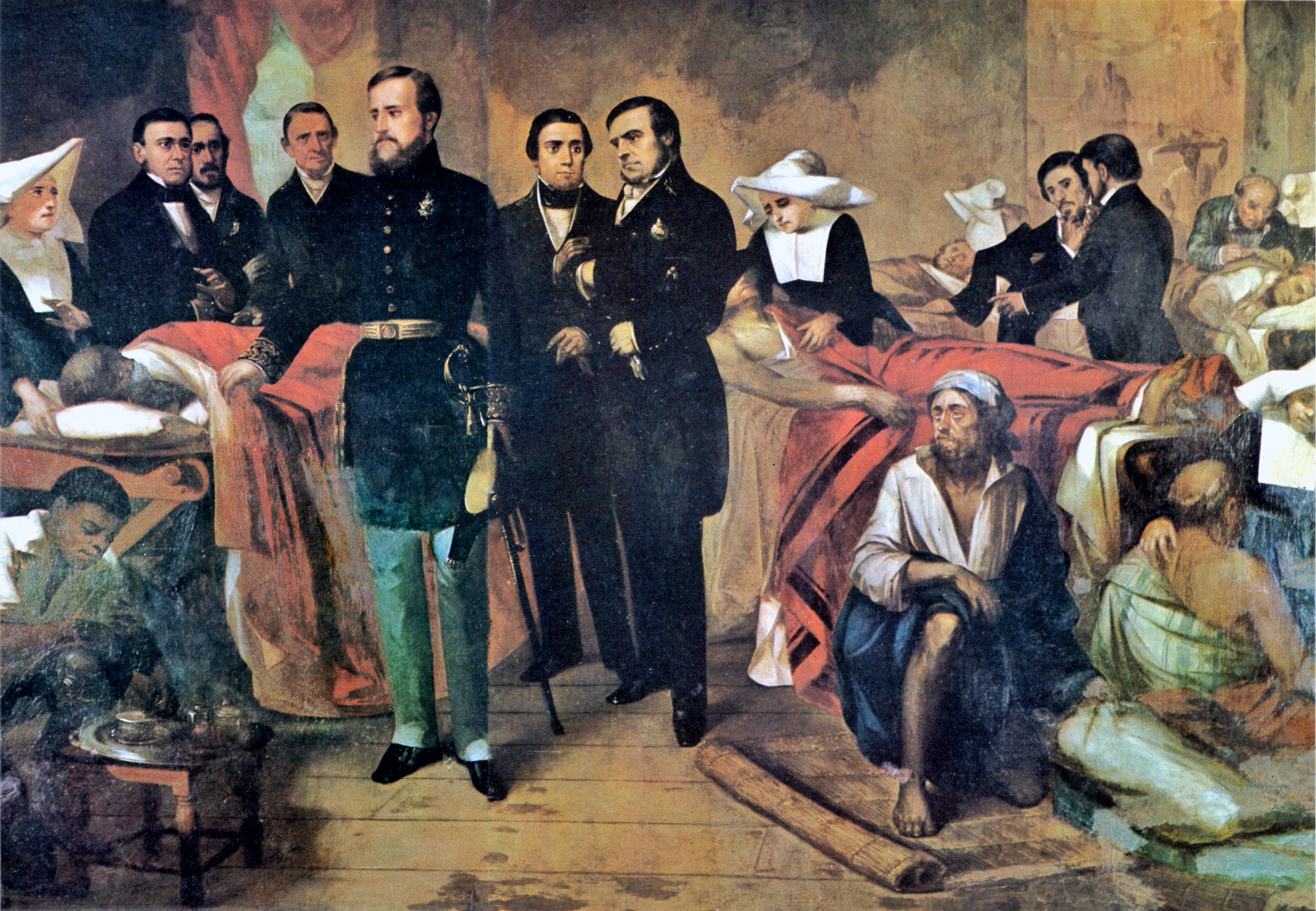
Бразильський імператор Педру ІІ разом із міністрами відвідує холерний шпиталь (1855 р.,).

Але з XIX ст. поширення холери раптово й трагічно для людства набуло характеру пандемій, облік яких ведуть з 1817 року. Хоча такий перебіг подій тлумачили вибуховим зростанням міжнародної торгівлі, численними колоніальними війнами, значною міграцією людей, це все одно  не може задовільно пояснити вибуху активності холери.
- I пандемія (1817—1824 рр.) Спочатку холера спричинила епідемію в самій Індії[21]. Командувач англійських колоніальних збройних сил у цій країні генерал Гастінгс писав у своєму щоденнику:

«13 листопада 1817 року. Страшна епідемія, яка справила стільки спустошення в Калькутті й південних провінціях, з'явилася в таборі. Це вид холери. Вона поступово піднялася по Гангу… існує думка, що вода ставків, а інших у нас немає, шкідлива і підсилює хворобу; тому я завтра виступаю, щоб досягти річки Пахуж, хоча мені доводиться нести 1 000 хворих. Похід був жахливий внаслідок величезної кількості нещасних, які падали від раптового нападу цієї страшної хвороби, і внаслідок величезної кількості трупів тих, які гинули на возах і повинні бути знятими, щоб очистити місця хворим, яких ще міг врятувати догляд, 800 померли з учорашнього дня».
Наступного року холера охопила сусідні регіони Індії — Китай, Цейлон, а потім поширилася далі до Японії. У 1820 році захворювання були виявлені у східній Африці. У 1821 році англійці занесли її в Аравію, потім у Персію, Туреччину, Закавказзя. У Ширазі з 40 тисяч жителів загинуло 16 тисяч. У межах Російської імперії хвороба вперше з'явилася серед службовців астраханського порту у вересні 1823 року. Туди її занесли з Баку вже на злеті епідемічної сили. Сумарні дані про кількість загиблих у цю пандемію невідомі. По окремих регіонах вважають, що в Бангкоку було 30 000 смертей від цієї хвороби; в Семарангу 1 225 людей загинули тільки за одинадцять днів у квітні 1821 року.
Детальніші відомості з цієї теми ви можете знайти в статті Перша холерна пандемія.
- II пандемія (1826—1851 рр.). У 1826—1828 роках недуга поширилась на схід від Індії, у Китай, Індокитай, а також на північний захід в Афганістан, Хіву та Бухару[22]. У Російській імперії хвороба з'явилася в Оренбурзі 1829 року: її занесли бухарським караваном. Побоюючись холери, оренбурзький губернатор направив назустріч йому чиновника для особливих доручень з кількома сотнями козаків. На кордоні караван зупинили, після чого чиновник змусив купців заприсягтися на Корані, що серед них немає хворих. Потім від бухарців зажадали, щоб вони кидали один в одного шматки шерсті й бавовни з розпакованих тюків, а потім і пожували бавовну та шерсть. «Закусити» все це змусили купців сухофруктами й ласощами, які були в каравані. Випробування пройшли успішно, караван пропустили, але в Оренбурзі незабаром почалися випадки холери. Тим часом хвороба 1830 року прорвалася до країн Близького Сходу. У Єгипті померло до 150 тисяч жителів. У період російсько-польської війни 1830—1831 рр. тільки в російській армії від холери загинуло понад 12 тисяч військових. У Російській імперії за два роки перехворіло на холеру 534 тисячі жителів, померло 230 тисяч. У Центральній і Західній Європі холера з'явилась у 1831 році. У Лондоні загинуло 6 536 жителів, у Франції — близько 200 тисяч[22]. Наступного року французькі колоніальні війська занесли холеру до Африки, а емігранти — в Північну Америку й Австралію[23]. Після того як 30 тисяч людей у Великій Британії померли від холери в 1831—1832 рр., нью-йоркська влада розпорядилася в червні 1832 року, що жоден корабель не може наблизитися на 300 ярдів до будь-якого доку, якщо його капітан підозрює або знає про випадки холери на борту. Однак хвороба прорвалася в місто, загинуло близько 3 500 з 250 000 жителів міста, перш ніж стихла у вересні. Пандемія хвороби поширилася на всі континенти. У 1848 році в російській армії фельдмаршала Паскевича в Галичині щодня від холери гинуло по 60-100 солдатів. У Російській імперії всього захворіло за офіційними даними 1 772 439 осіб, померло 690 150. Кілька хвиль холери спостерігали аж до 1851 року. О. І. Герцен писав:

«Я був під час жорстокої холери 1849 в Парижі. Хвороба лютувала страшно. Червневі спеки їй допомагали, бідні люди мерли як мухи; міщани бігли з Парижа, інші сиділи під замком. Уряд… не думав застосовувати дієвих заходів. Бідні працівники залишалися покинутими напризволяще, в лікарнях не було достатньо ліжок, у поліції не було достатньо трун, і в будинках, переповнених різними родинами, тіла залишалися дня по два у внутрішніх кімнатах».
Детальніші відомості з цієї теми ви можете знайти в статті Друга холерна пандемія.
- III пандемія (1852—1860 рр.). З Індії поширення холери до Персії було пов'язано (потім таке відбувалося часто) з паломництвом шиїтів до священних могил Кербели і Ен-Наджафа. До Аравії холеру занесли прочани, які прямували до святинь мусульман у Мецці та Медині[21]. У ті роки там були проблеми з водою, яку зберігали в забруднених цистернах, було вкрай недостатньо громадських вбиралень, негативно впливали скупчення людей і рої мух. Ці священні мусульманські міста аж до середини 20-х років XX ст. були додатковим розсадником холери, позаяк її, отримавши від індійських одновірців, звідси несли в рідні місця пілігрими з Північної Африки, Близького і Середнього Сходу, які здійснили хадж. Зокрема, за період 1831—1912 рр. у Мецці сталося 27 епідемій холери. У Великій Британії недуга забрала тільки в Лондоні близько 20 тисяч життів у 1850 році. У 1851 році в Парижі представники 12 країн прийняли Першу міжнародну санітарну конвенцію, завданням якої було розроблення заходів щодо захисту територій від холери. Згодом було розроблено заходи й проти інших тяжких епідемічних інфекційних хвороб. У 1853—1854 рр. холера знову у Британії — у Лондоні від неї загинуло понад 10 тисяч містян, по всій країні — понад 23 тисячі жителів[22]. Підтверджено, що італійський науковець Філіппо Пачіні[24] в 1854 р. вперше виявив й описав збудника холери[25]. Зараження джерела водопостачання було зазвичай причиною найбільш бурхливих і масових спалахів холери. Класичним прикладом цього вважають спалах холери, описаний англійським лікарем Джоном Сноу в домівках навколо лондонської вулиці Брод-стріт (район Сохо) у 1854 році. З 31 серпня протягом 10 днів на ділянці радіусом 500 метрів від холери померло понад 500 осіб. Сноу на підставі аналізу розподілу випадків на мапі району запідозрив, що захворювання містян пов'язані із вживанням води з одного джерела питної води. У результаті було встановлено, що у викладений цеглою насос для громадського водопостачання[26] (відомий також як вуличний водорозбір або водорозбірна колонка) просочувалася рідина з вигрібної ями того будинку, де до початку спалаху одна дитина хворіла на холеру. На пивоварному заводі, розташованому на тій же вулиці, не захворів ніхто. Робочі пили замість води пиво, а також на території заводу був свій колодязь. А от власниці фабрики пістонів на Брод-стріт так подобалася вода із зараженої колонки, що їй щодня спеціально привозили бутель в інший район Лондона. Ця жінка разом із племінницею теж захворіли на холеру[27]. Саме Д. Сноу вважають першим науковцем, який розшифрував особливості передавання холери[28].

Детальніші відомості з цієї теми ви можете знайти в статті Третя холерна пандемія.
- IV пандемія (1863—1875 рр.). Примітна швидким поширенням хвороби за допомогою залізниць та кораблів після відкриття Суецького каналу, який «забезпечив» кур'єрське швидке провезення інфекції з Індії до Європи. Тепер холера проникала туди не за два-три роки, а за кілька тижнів. Кораблі, які відпливали тоді з єгипетської Александрії, рознесли її до портів Італії, Франції, Іспанії[21]. А на терени Російської імперії холера проникла цього разу із Заходу. Тоді було помічено, що війська завжди пізніше жителів і меншою мірою страждали від холери. Якщо солдати захворювали, то легше пересічних громадян хворіли на холеру, і порівняно менше їх вмирало. Цю нерівність слід приписати особливостям солдатської їжі, яка навіть влітку, із зникненням запасів квашеної капусти і буряка, мала все-таки в основі кислий хліб, квас й інші продукти, які підтримували в шлунку переважно кислу реакцію харчової суміші, що нищило холерні мікроорганізми.

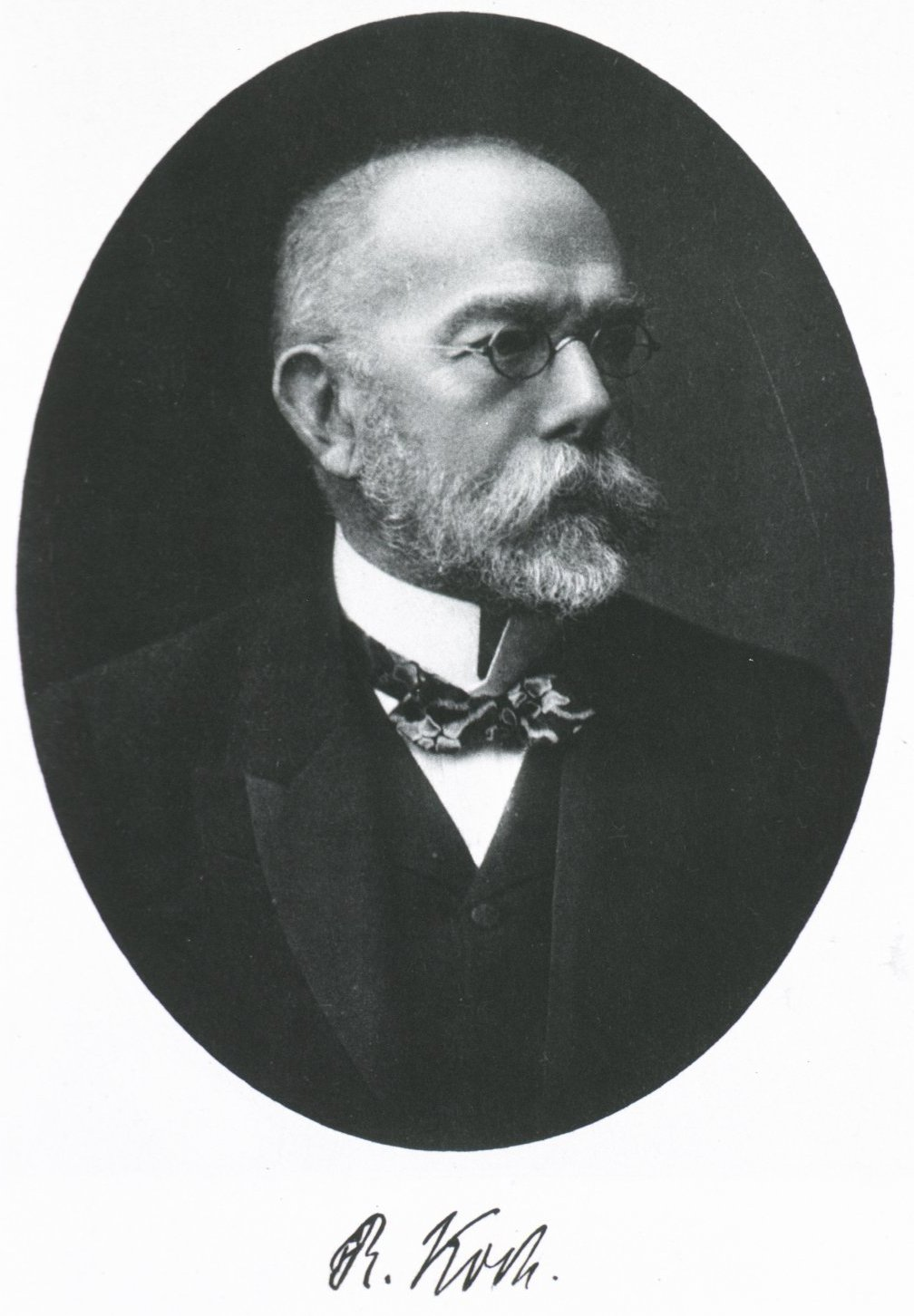
Нобелівський лауреат з фізіології або медицини Роберт Кох.

Детальніші відомості з цієї теми ви можете знайти в статті Четверта холерна пандемія.
- V пандемія (1881—1896 рр.). Уперше початок пандемії стартував не в Індії, а в Єгипті. Саме там, у Каїрі, у 1883 році німецький науковець Роберт Кох виділив із трупів померлих від холери чисту культуру холерного вібріона та докладно описав збудника цього захворювання[29][30]. У період цієї пандемії збудник холери потрапив і до Південної Америки. У Чилі 1886 року, приміром, загинуло від недуги 40 тисяч жителів країни. У 1866 році був спалах хвороби в місті Познань (Польща), де за короткий термін померло 1344 особи[31]. Загалом протягом XIX ст. від холери, за різними оцінками, загинуло понад 10 млн жителів Землі[32].

Детальніші відомості з цієї теми ви можете знайти в статті П'ята холерна пандемія.
- VI пандемія (1899—1923 рр.). Знову поширилася з Індії й тривала довше за всі попередні. Охопила всі континенти, за винятком Антарктиди. До 1905 року збудником холери вважали тільки класичний холерний вібріон. Однак у 1905 році німецький бактеріолог Фелікс Готшліх на карантинній станції Ель-Тор Синайського півострова з кишечника прочан, які поверталися з Мекки і померли від діареї, виділив ще одного вібріона, який і дістав свою назву від самої станції[33],[34]. Сам науковець помилково визнавав виділений ним мікроорганізм нешкідливим[35], хоча на острові Сулавесі в 1937—1938 рр. спалахнула велика епідемія, яка спричинила 70-відсоткову летальність і була породжена біотипом Ель-Тор. Однак більшість науковців й надалі дотримувалася хибної думки Готшліха про нешкідливість цього біотипу аж до 1961 року.

Детальніші відомості з цієї теми ви можете знайти в статті Шоста холерна пандемія.
- VII пандемія холери розпочалася у 1961 році, але, на відміну від попередніх, її спричинив біотип Ель-Тор[36], хоча в останні роки знову реєструють підвищення захворюваності, зумовленої й класичним холерним вібріоном, й іншими серогрупами. Ця пандемія ймовірно триває й дотепер.

Детальніші відомості з цієї теми ви можете знайти в статті Сьома холерна пандемія.

#### Холера в Україні
З 1820-х років холеру, як і в інші географічні райони за межами Індії, занесли й в Україну. Захворювання на холеру було зафіксовано на теренах нашої країни протягом усіх 7 пандемій.
- Під час I пандемії 1823 року в Україні спостерігали лише поодинокі випадки хвороби.
- За II пандемії холеру було занесено в Україну 1830 року. Поширенню холери сприяла російсько-османська війна, коли військо почало повертатися з бойових дій. Холера свого апогею досягла в Україні 1831 року. Точних даних про захворювання та летальність немає, але відомо, наприклад, що в невеликому селі Подосах на Бердичівщині від холери щоденно помирало до 8 осіб. Станом на середину літа 1831 року від холери померло не менше 26 946 осіб[37].
- III пандемія в 1847 році досягла берегів Чорного й Азовського морів, охопила спочатку Одесу, а потім усю Україну і Польщу. У 1847 році холера дісталася Києва, де забрала багато життів. У цей час питанням холери займався український лікар-патолог Іван Миколайович Рейпольський. У 1853—1855 рр. холера особливо лютувала в Криму за часів Кримської війни; французька армія втратила 11 200 осіб, а перехворіло на холеру понад 20 000 осіб; англійці втратили 4 500, а перехворіло 7 600[38]. Хворіли й місцеві жителі.
- Під час IV пандемії холера поширилась у серпні 1865 року з Константинополя спочатку до Одеси, а з 1866 року майже до всіх громад України. У 1869—1870 рр. захворювання на холеру в Європі припинилося, за винятком України і Російської імперії. У Києві, наприклад, улітку 1871 року за день помирало до 140 людей. У 1872 році за два тижні померло 1 151 мешканець міста. Розшук, організований військовим губернатором, показав, що багато містян у передмістях або таємно скидали трупи в Дніпро, або ховали їх у відлюдних місцях.
- Під час V пандемії наприкінці 1885 року холера досягла Галичини, центральних і східних земель України; відомо, що в Галичині та на Буковині від холери померло в період 1892—1894 рр. 2 300 осіб. Під час цього в Україні смертність від холери коливалася у межах 36,8—44,9 % від усіх захворювань. У цей час видатні науковці, зокрема українського походження, вивчали холеру. Так, під час епідемії холери в Бретані в 1883 році майбутній Нобелівський лауреат, всесвітньо відомий науковець Ілля Ілліч Мечников із двома помічниками, докторами П. Латамі й Ж. Жюпілем, зважилися на експеримент із самозараження. У такий спосіб він хотів підтвердити правоту Р. Коха, який вважав, що відкритий ним вібріон породжує цю грізну недугу. Мечников і Латамі не захворіли, але Жюпіль не тільки занедужав, але в підсумку й помер від холери. У 1888 році український мікробіолог Микола Федорович Гамалія на собі й своїй дружині випробував безпечність запропонованої ним для профілактики холери оральної вакцини з убитих вібріонів. Володимир Аронович Хавкін, виходець з Бердянська і Одеси, бактеріолог та епідеміолог, учень Іллі Ілліча Мечникова, багато часу приділяв дослідженню холери. Йому світ зобов'язаний введенням у практику протихолерної вакцини, яку він у 1892 році випробував на собі. Данило Кирилович Заболотний, український мікробіолог і епідеміолог, разом із Іваном Григоровичем Савченком, патологом і мікробіологом, у 1893 році провели небезпечне дослідження на собі. Вони випили живу культуру холерного вібріона після попередньої пробної імунізації, щоб підтвердити ефективність оральної вакцини.
- VI пандемія холери — в Україні спочатку були поодинокі випадки захворювань. Однак 1907 року хвороба поширилася в басейні Дніпра, досягла апогею 1910 року. Згодом епідемія значно послабшала (1912 року в Одесі було лише 9 випадків захворювань), але 1913 року стався новий вибух холери, головним чином у Подільській губернії — 1 600 захворювань. З початком Першої світової війни (1914 рік) холера поширилася в російській армії, переважно на Південно-західному фронті: 7 700 захворювань, серед цивільного населення до 1 800. 1915 року зафіксовано 11 400 випадків в армії й десятки тисяч серед цивільного населення. У наступні два роки епідемія значно згасла, але 1918 року через інтенсивні переміщення біженців, демобілізованих та військовополонених, а потім через громадянську війну стався новий великий спалах холери. Вона поширилася по всій Україні. Летальність від холери була дуже високою; наприклад, в Одесі 1918 року — 55,8 %, 1919 р. — 47,2 %, 1920 р. — 65,0 %, 1921 — 48,8 %. Найбільша смертність була серед молодих та найстарших груп хворих. Після закінчення громадянської війни влада розпочала енергійну боротьбу проти холери, внаслідок цього холеру на 1926 рік на всій території СРСР було остаточно ліквідовано.
- VII пандемія холери. Офіційно вважають, що з 1926 року холера не відновлювалася в СРСР. Однак разом з появою VII пандемії у світі поширення вібріона Ель-Тор відбулось і до СРСР. У 1965 році великий спалах холери стався в Каракалпацькій АРСР, його вдалося приховати від світової медичної спільноти. Але надалі спалах холери був радянською владою вимушено зареєстрований у 1970 р. в Одеській області, в Криму, Астраханській області РРСФР, в Аджарській АРСР в складі Грузинської РСР[39].

#### Холера в сучасній Україні
З часів повернення незалежності в Україні (в басейні Чорного, Азовського морів, Дніпра, Дністра, Південного Бугу) стабільно виявляють холерні вібріони, що свідчить про наявність стійкого природного осередку. У 1991—1996 рр. холеру реєстрували в 14 областях України і м. Севастополі, доходячи до епідемічного рівня в 1994 (845 хворих, летальність 2,6 %) та в 1995 (548 випадків, летальність 1,8 %) роках. Найбільш ураженими були південні та центральні регіони країни. У 2011 році в Маріуполі (Донецька область) через випадки холери було введено заборону на купання на пляжах, а також на виловлювання риби та продаж її на ринках.
Під час російсько-української війни в червні 2022 року в місті Маріуполь, ймовірно, почалася епідемія холери через повну антисанітарію та відсутність медичної допомоги. Наразі невідома кількість хворих, оскільки місто є окупованим російськими загарбниками. Проте наразі документальних підтверджень цьому не отримано.

## Актуальність у XXI столітті
У січні 2023 року ВООЗ класифікувала глобальне відновлення холери як надзвичайну ситуацію третього ступеня, що є найвищим внутрішнім рівнем надзвичайних ситуацій у ВООЗ. Виходячи з кількості спалахів та їхнього географічного поширення, а також нестачі вакцин та інших ресурсів, ВООЗ продовжує оцінювати ризик на глобальному рівні як дуже високий, і подія залишається класифікованою як надзвичайна ситуація 3-го ступеня.
З 1 січня 2024 року по 25 серпня 2024 року було зареєстровано 371 517 випадків холери та 2527 смертей у 28 країнах п’яти регіонів ВООЗ, причому у Східно-Середземноморському регіоні зафіксовано найвищу кількість, за яким слідує Африканський регіон, регіони обох Америк, Південно-Східної Азії та Європейський. За цей час у регіоні Західної частини Тихого океану не було зареєстровано спалахів. Хоча кількість випадків у 2024 році на 16 % нижча, ніж минулого року, різке зростання кількості смертей на 126 % викликає глибоке занепокоєння. Збільшення летальності частково можна пояснити певними місцями спалахів, які включають постраждалі від конфлікту райони, де доступ до медичної допомоги серйозно порушений, регіони, які зазнали масштабних повеней, які пошкодили критично важливу інфраструктуру, і райони з неадекватними медичними засобами. Ці проблеми особливо виражені в сільській місцевості та віддалених регіонах, де затримки в доступі до лікування є поширеними через погану інфраструктуру та обмежені ресурси охорони здоров’я.
Згідно повідомлення ВООЗ, з липня 2024 року по липень 2025 року (включно), у Судані зареєстровано майже 100 тис. випадків холери.

## Етіологія

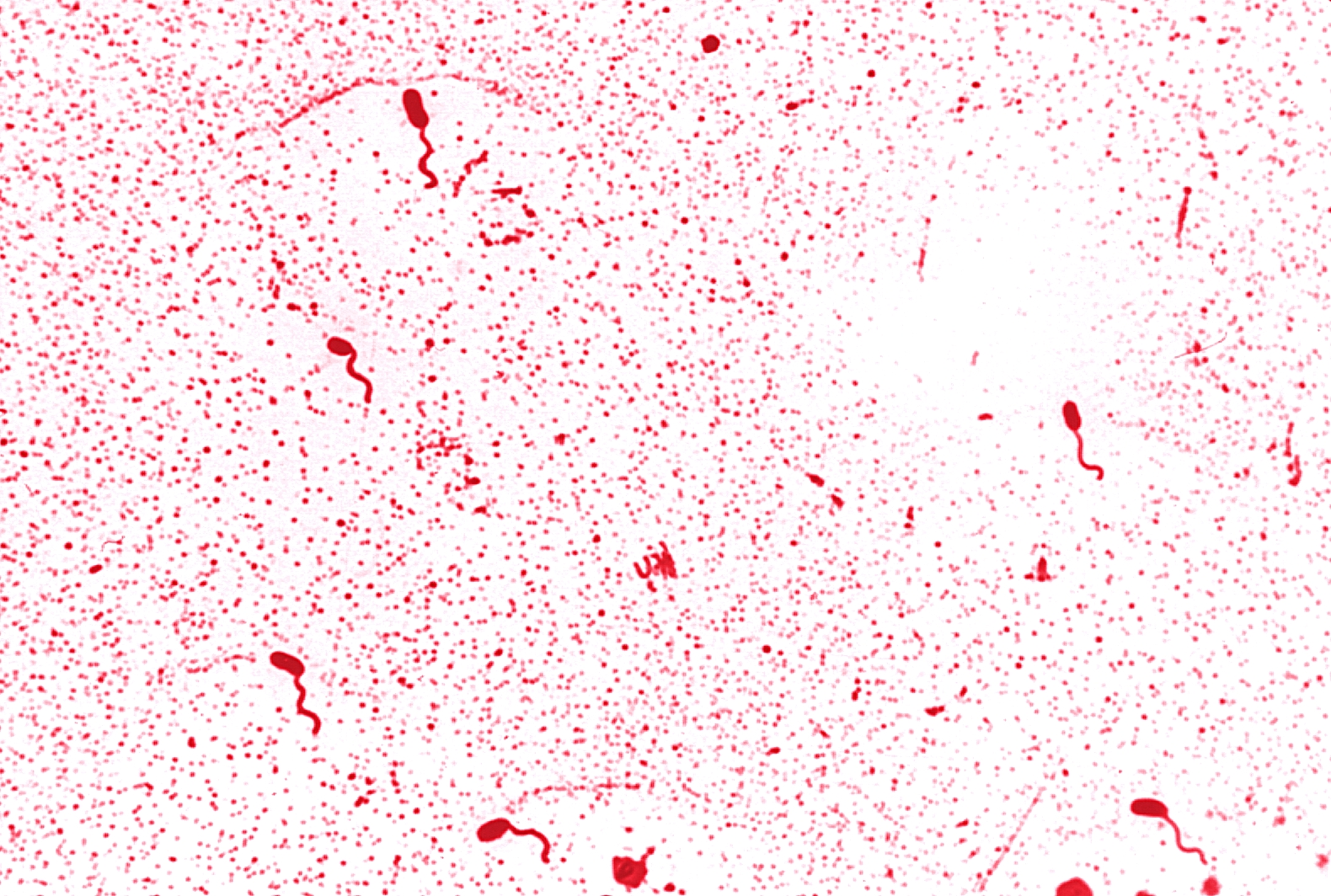
Класичний холерний вібріон при фарбуванні за Грамом має типовий вигляд коми (тут фарбування за Грамом негативне).

### Морфологічні й культуральні особливості збудника
Холерний вібріон (Vibrio cholerae) — грамнегативний мікроорганізм, що спор і капсул не утворює, має форму зігнутої палички, що нагадує кому, завдяки наявності джгутика дуже рухливий. Його добре культивують на простих і лужних поживних середовищах — 1 % пептонна вода, м'ясо-пептонний бульйон, лужний агар. Росте на поживних середовищах при температурі +30-40°С, оптимальною є температура +37 °С.
Добре витримує низькі температури і заморожування. У кислому середовищі (pH менше 7) вібріон швидко гине. Довго зберігає життєздатність у воді, у харчових продуктах при кімнатній температурі виживає протягом 2-5 днів, на поверхні плодів і овочів в умовах сонячного освітлення — 8 годин, при низьких температурах і у морській воді — 2 тижні й більше, у кишечнику окремих річних та морських тварин — декілька місяців. Під час кип'ятіння холерний вібріон гине протягом хвилини, є малостійким до висушування, до прямого сонячного опромінення, є надзвичайно чутливим до дії звичайних дезінфектантів.

### Антигенні особливості
Холерний вібріон має типоспецифічний О-антиген (існує 139 серологічних груп згідно незначних відмінностей у структурі цього антигена) та груповий джгутиковий H-антиген (відповідно є 100 серогруп). Холеру у людей найчастіше спричиняють представники 01 серогрупи (за О-антигеном): V. cholerae біовар cholera (або класичний) та V. cholerae біовар El Tor. Останній відрізняється від класичного вібріону лише тим, що має гемолітичні властивості. Розрізняють в серогрупі О1 також три серовари — Огава, Інаба і Гікошима. Останній серовар є перехідним між двома першими, багато хто з фахівців на сьогодні заперечують його існування.

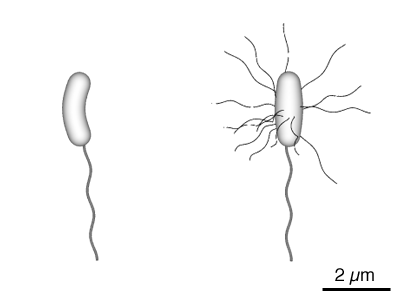
Холерний вібріон (ліворуч) й парагемолітичний вібріон.

На сьогодні серйозне значення в людській захворюваності надають також серогрупі О139 — V. cholerae О139, яка доведено зумовлює холеру і яку виділяють від хворих у Південно-Східній Азії з 1992 року. Останні роки в Африці, США виділені нові збудники холери, дуже грізні за скоєними ними спалахами серогрупи, зокрема, 075, 0141,, дослідження їх продовжуються. Нещодавно були виділені в сільській місцевості Бангладеш від хворих варіанти холерних вібріонів серогрупи O1, що визначені як гібриди між класичним і Ель-Тор біотипами. Ці варіанти не можуть бути кваліфіковані як суто класичні чи Ель-Тор біотипи по фенотипових і генотипових тестах, бо мають одночасно риси обох біотипів. Є обґрунтовані побоювання, що ці гібридні штами потенційно можуть спричинити нову пандемію.
Вирізняють й так звані НАГ-вібріони — непатогенні й умовнопатогенні (можуть спричиняти холероподібну неепідемічну діарею) V. cholerae, які не належать до серогруп О1, 075, 0139, 0141, не аглютинуються відповідними сироватками. Доведена можливість трансформації безумовних (облігатних) холерних вібріонів у НАГ-вібріони й навпаки.

### Фактори патогенності
Збудники холери здатні продукувати:
- екзотоксин (холероген) — токсин так званого II типу, що секретує живий мікроорганізм, і який спричиняє в організмі секреторну діарею[46];
- ендотоксин — виділяється під час загибелі збудника й зумовлює загальнотоксичну й нейрогенну дію;
- токсин III типу — порушує зворотне всмоктування рідини й іонів у нижніх відділах кишечника.

Додатковими факторами патогенності холерного вібріона є:
- його активна рухливість;
- здатність до адгезії;
- утворення ферментів.

Холеру спричиняють ті збудники, що мають ген tox+, який і синтезує екзотоксин — холероген. Експресію факторів патогенності контролюють транскрипційні фактори (ToxR, TCPP і ToxT). Різні штами холерного вібріона виробляють різні набори та кількості цих допоміжних факторів, які в свою чергу впливають на клінічні симптоми холери і на здатність реагувати на лікування.
Детальніші відомості з цієї теми ви можете знайти в статті Холерний вібріон.

## Епідеміологічні особливості

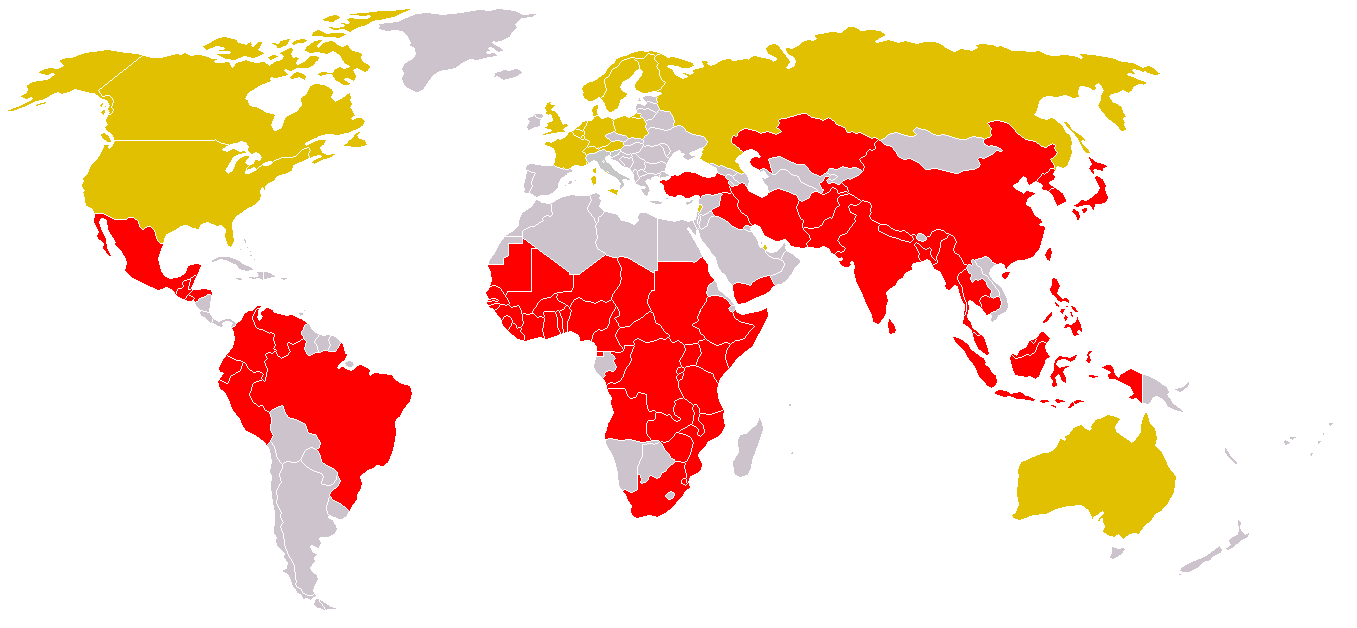
Поширення холери у світі станом на 2006 р.
♦ Осередки сталого виникнення епідемій
♦ Спорадичні випадки завезення холери

### Джерело і резервуар інфекції
Холера — типовий антропоноз. Джерело інфекції — хвора людина, реконвалесцент або вібріоносій, який виділяє холерні вібріони з фекаліями у зовнішнє середовище. Найбільш інтенсивним джерелом збудника є хворі з виразною клінічною картиною холери, які у перші дні хвороби виділяють до 10 л випорожнень та блювотних мас, що містять в 1 мл 106 і більше вібріонів. Особливо епідеміологічно небезпечними для оточуючих є хворі із стертими й атиповими проявами холери, які довго залишаються у колективі. Число вібріоносіїв під час спалаху класичної холери досягає 20 %, а при холері Ель-Тор — 50 %. Реконвалесценти після перенесеної хвороби, яку спричинив класичний біовар збудника, можуть виділяти вібріони до двох місяців, а носійство вібріонів Ель-Тор може тривати й до 7 років. Однак інтенсивність виділення вібріонів у них менша, ніж у хворих. Доведена можливість довічного носійства вібріонів у окремих людей. Резервуаром хвороби слугують деякі морські та річні тварини (дрібна риба, мідії, креветки тощо), в кишковій системі яких збудники здатні не розмножуючись досить тривало зберігатися.

### Механізм і фактори передачі
Механізм передачі інфекції при холері фекально-оральний. Шляхи передавання — водний, харчовий, контактно-побутовий,. Провідним шляхом передачі збудників холери є водний. Для зараження людини потрібно 103−106 бактерій. Інфікування джерела водопостачання може слугувати причиною масових спалахів захворювань. Харчовий спалах обмежується колективом, у якому вживали інфіковану їжу (риба, креветки, овочі, фрукти тощо). Для зараження в цьому разі іноді досить й 103−104 збудників. При контактно-побутовому шляху передавання холери факторами передачі є брудні руки або предмети вжитку. Для інфікування необхідні дуже великі дози збудника. Поширенню збудників холери сприяють мухи, таргани та інші комахи, на кінчиках лапок яких вібріони здатні зберігатися тривалий час. Часто спостерігають поєднання різних факторів й шляхів передавання, що породжує змішані спалахи холери.
В ендемічних регіонах холера реєструється протягом усього року, в інших — частіше в період літньо-осіннього сезонного підйому захворюваності на гострі кишкові інфекції. Сезонність пов'язана з активізацією шляхів і факторів передачі збудника (купання, споживання овочів, фруктів, риби, креветок тощо).

### Сприйнятливий контингент та імунітет
Сприятливість до холери сягає 95-100 %. Хворіють на ендемічних територіях найбільше діти, у дорослих є внаслідок перенесених раніше епізодів холери більш-менш сталий імунітет. На заражених неендемічних територіях нездужають особи з найбільш активної частини населення (20-40 років). На початку епідемії частіше хворіють люди, які не дотримуються санітарно-гігієнічних норм життя, а також ті, що страждають на хронічні захворювання травної системи, алкоголізм. Використання антацидів, блокаторів рецепторів гістаміну, інгібіторів протонної помпи, перенесені операції на шлунку збільшують ризик інфікування холерою і схиляють до більш тяжкого перебігу хвороби в результаті зменшення кислотності шлункового соку. Перенесене захворювання лишає після себе нестійкий видоспецифічний антитоксичний імунітет. Повторні випадки захворювання трапляються, особливо в разі зараження іншими штамами збудника.

## Патогенез
У патогенезі холери можна виділити декілька фаз.

### Фаза проникнення
Через рот (орально) вібріони потрапляють у шлунок, де частина їх гине у кислому середовищі, а частина, пройшовши цей бар'єр, потрапляє у тонку кишку, де є сприятливе для вібріона лужне середовище.

### Фаза колонізації кишкового епітелію
Завдяки адгезивним властивостям, вібріон прикріплюється до мікроворсинок клітин слизової оболонки тонкої кишки і розмножується на їхній поверхні без продуктивного ушкодження ентероцитів і розвитку запалення. Вібріони утворюють своєрідні колонії у вигляді бляшок, але в то й же час у тонкій кишці зберігається значна кількість ентероцитів, що не контактували з холерними вібріонами і їх токсинами та продовжують виконувати свої фізіологічні функції.

### Фаза маніфестації клінічних проявів
Холерні вібріони, розмножившись до відповідної концентрації, спричинюють розвиток клінічної симптоматики. Провідний фактор їх патогенності, який визначає розвиток діареї, це холероген. Він, на першому етапі шляхом ендоцитозу проходить всередину ентероцита, активує так званий білок Gs, який наглядає за синтезом аденілатциклази в клітині й стимулює першу фазу універсального енергетичного клітинного процесу переходу АТФ у АМФ. Це спричинює наростання у клітинах рівня цАМФ — одного з внутрішньоклітинних стимуляторів кишкової секреції, що посилює секрецію у просвіт тонкої кишки з ентероциту Н2О, іонів Na+, K+, Cl-, НСО3 й інгібує зворотне всмоктування в тонкій кишці іонів Na+ та Cl-. Холероген також підвищує в ентероцитах синтез і метаболізм простагландинів, які теж стимулюють кишкову секрецію та збільшує секреторну активність кишечника. V. cholerae посилює проникність капілярів тонкої кишки за допомогою ендотоксину, який употужнює трансепітеліальний перенос рідини і рухову активність тонкої кишки завдяки стимуляції холінергічних рецепторів у автономних гангліях автономної нервової системи. Токсин III типу порушує зворотне всмоктування рідини і солей в нижніх відділах кишечника. Інші ж фактори патогенності й продукти життєдіяльності холерних вібріонів лише покращують доступ токсинів до рецепторних ділянок слизової оболонки кишки і посилюють його дію. Хоча зворотне всмоктування води й іонів у товстому кишечнику токсини холерного вібріону взагалі не блокують, але цього механізму компенсації недостатньо і захворювання супроводжується втратою великої кількості рідини з низьким вмістом білка і високою концентрацією вищезгаданих іонів й гідрокарбонату. Дефіцит калію сприяє порушенню функції міокарда і ниркових канальців, парезу кишки і виникненню судом. Розвивається позаклітинна ізотонічна дегідратація, гіповолемія зі згущенням крові й порушенням мікроциркуляції, це призводить до тканинної гіпоксії, метаболічного ацидозу і респіраторного алкалозу, недостатньої функції нирок, печінки, міокарда та інших органів й систем.

### Патоморфологічні зміни

#### У кишці
На ранньому етапі слизова оболонка тонкої кишки стає набряклою і повнокровною, відмічається гіперсекреція келихоподібних клітин, цитоплазматичні мембрани яких розриваються і секрет викидається у просвіт кишки, з'являються поодинокі або множинні крововиливи. При легкому перебігу ці явища не виражені. У таких випадках у стромі слизової оболонки виявляють значне скупчення клітин, серед яких більшість лімфоїдних та плазматичних. З'являються дистрофічні зміни епітелію. На цьому етапі можливе спонтанне (так і внаслідок своєчасного лікування) одужання, проте патологічні зміни можуть прогресувати. Вважати це повноцінним ентеритом не можна через відсутність чітких запальних уражень клітин, а подальші морфологічні зміни відбуваються тільки внаслідок судинних порушень. Хоча іноді в медичній літературі виділяють у такому випадку так званий холерний ентерит, а надалі й гастроентерит.
Надалі патологічні явища наростають, епітеліальні клітини вакуолізуються і втрачають мікроворсинки, окремі з них гинуть і десквамуються. Додатково в цей час з'являються серозні або серозно-геморагічні ураження слизової оболонки шлунка. Прогресуюче зневоднення в цей період пов'язане не тільки з діареєю, але і з блюванням.
Надалі в алгіді (останній стадії зневоднення — від лат. «algos» — холодний) морфологічні зміни виражені найбільш значно і чітко. У тонкій кишці відзначаються різке повнокров'я, набряк, некроз і злущення епітеліальних клітин мікроворсинок, інфільтрація слизової оболонки лімфоцитами, плазматичними клітинами, нейтрофілами, наявні ділянки крововиливів. Макроскопічні зміни у травній системі у більшості випадків типові. Петлі тонкої кишки розтягнуті, в просвіті їх міститься велика кількість (3-4 л) безбарвної рідини, без запаху, яка має вигляд рисового відвару, хоч інколи ця рідина забарвлена жовчю. Стінка кишки, а саме її слизова оболонка, помірно повнокровна. Серозна оболонка кишки суха, з точковими крововиливами, матова, забарвлена в рожево-жовтий відтінок. Між петлями тонкої кишки виявляється прозорий, липкий, що тягнеться у вигляді ниток, слиз.

#### Поза кишкою
Більш виражені генералізовані зміни, які обумовлені різким порушенням обміну, головним чином водно-іонного. Вони з'являються при крайньому зневодненні, прояви яскраво виражені й виявляються як при огляді, так і при дослідженні померлого під час розтину. Трупне задубіння настає швидко і зберігається впродовж певного періоду. У результаті цього м'язи різко оконтуровані («поза гладіатора»). У міру зникнення трупного задубіння положення трупа може мінятися, що створює враження його живого смикання, рухів кінцівками. Трупи навіть перевертаються на бік або сідають. Таке переміщення трупа в просторі наводило панічний жах на родичів загиблих і служителів холерних бараків. Вони вважали, що померлих від холери ховають заживо. Це і стало причиною в позаминулому сторіччі так званих «холерних бунтів». Шкіра, як правило, суха, зморщена, особливо на пальцях рук («руки пралі»). Внаслідок швидкого трупного задубіння вона іноді нагадує гусячу. Слизові оболонки, підшкірна клітковина, м'язи сухі, причому м'язи стають темно-червоними. Кров у венах густа і темна. Серозні оболонки також сухі, покриті липким, прозорим слизом, який тягнеться у вигляді ниток. Із зневодненням пов'язані зміни багатьох внутрішніх органів — селезінки, печінки, жовчного міхура, нирок, міокарда, головного мозку. Селезінка зменшується, капсула її зморщується, фолікули стають атрофічними, відзначається гемосидероз пульпи. У печінці розвиваються дистрофія гепатоцитів і вогнищеві некрози паренхіми; жовчоутворення порушується. Жовчний міхур розтягнутий прозорою світлою жовчю («біла жовч»): причини цього ті ж самі, що і в кишці — дія токсину. У нирках відзначають некроз епітелію канальців головних відділів нефрону, тобто зміни, що спостерігаються при гострій нирковій недостатності. У міокарді, головному мозку є дистрофічні та некробіотичні зміни.

### Інші зміни
Вираженої дисемінації холерних вібріонів за межі органів травлення не відбувається. Інколи лише відмічається короткочасна передсмертна бактеріємія. Можливе також потрапляння збудника в легені інтраканалікулярним шляхом. При холері у хворого іноді розвивається так званий холерний тифоїд. Це не стадія хвороби, яка спричинена сенсибілізацією, як раніше вважали, а ускладнення в результаті приєднання вторинної, переважно бактеріальної мікрофлори, особливо стафілококів. У цьому випадку зміни відбуваються вже не в шлунку і тонкій кишці, а й в товстій кишці. У ньому виникає фібринозне, частіше плівчасте (дифтеритичне) запалення слизової оболонки із сірим чи сірувато-зеленим нашаруванням. Надалі можуть виникати й виразки. При холерному тифоїді завжди виникає інфекційний набряк селезінки та дистрофічні зміни паренхіматозних органів.

## Клінічні прояви

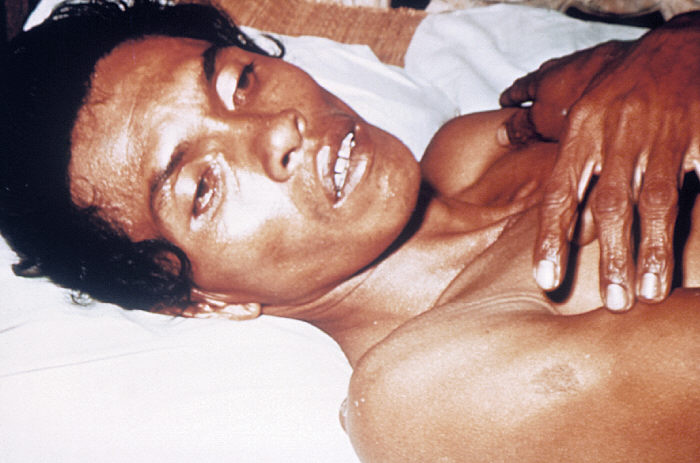
Пацієнт з тяжкою формою холери і тяжкою дегідратацією. Остання спричиняє зниження тургору шкіри, що проявляється клінічним симптомом «руки пралі».

### Класифікація
Згідно з МКХ-10 виділяють:
- A00 Холера;
- A00.0 Холера, яку спричинює вібріон 01 biovar cholerae;
- A00.1 Холера, яку спричинює вібріон 01 biovar El Tor;
- A00.9 Холера не уточнена (саме під цим кодом на даному етапі реєструють випадки "холери, спричиненої вібріоном серогруп О139, О75, О141, нетипові форми перебігу холери).

Загальноприйнятої клінічної класифікації немає. Іноді виділяють такі клінічні форми:
- типова;
- атипова:

- блискавична,
- суха,
- септична.

Ступінь тяжкості напряму пов'язаний із ступенем зневоднення організму, що виникає.
Згідно з рекомендаціями ВООЗ виділяють три ступені дегідратації:
- рання, що не має клінічних ознак;
- помірна;
- тяжка.

При помірній дегідратації у хворого є 2 або більше ознак з таких:
- достатньо п'є рідину через спрагу;
- присутня неспокійна поведінка або роздратування;
- шкірна складка розправляється менше, ніж за 2 секунди;
- відчуття м'якості при надавлюванні на очні яблука;
- язик є помірно сухим;
- діурез знижений;
- кінцівки холодні.

Для тяжкої дегідратації характерно більше 2 ознак з таких:
- погано або зовсім не п'є рідину;
- відмічається патологічна сонливість або сплутаність свідомості;
- шкірна складка розправляється більше, ніж за 2 секунди;
- глибоко запалі очі;
- язик геть сухий;
- відсутність сечовиділення (анурія);
- холодні, вологі й ціанотичні кінцівки;
- різка блідість шкіри тулуба;
- частий слабкий пульс разом з низьким артеріальним тиском (АТ).

### Ранній період

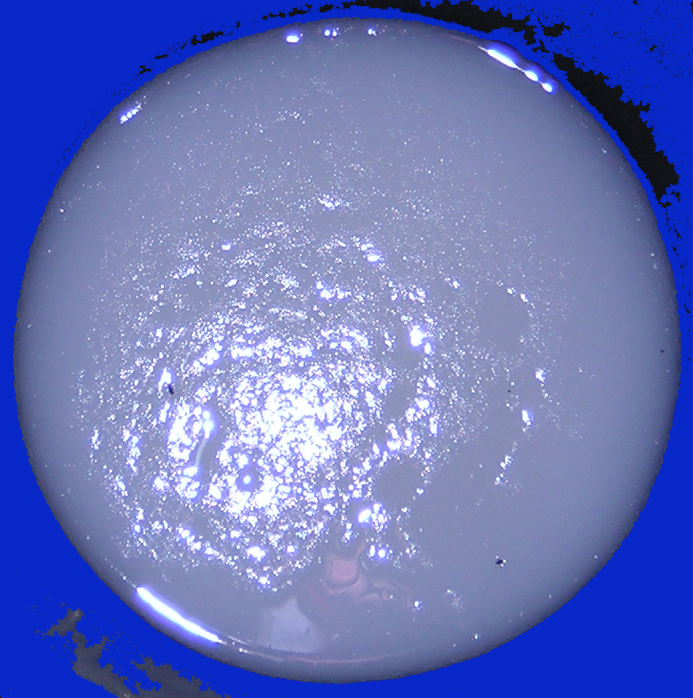
Типові випорожнення при холері, що нагадують рисовий відвар.

Інкубаційний період при холері триває від кількох годин до 5 днів, у середньому 2-3 дні. Клінічна картина залежить від ступеня зневоднення організму і показників водно-іонного обміну. Температура тіла, зазвичай, нормальна.
При типовому перебігу хвороба починається гостро з проносу. Зрідка протягом декількох годин можливий продромальний період, який характеризується загальною слабкістю, втратою апетиту, незначним запамороченням. Однак частіше хвороба починається раптово, з частих випорожнень. Позиви на дефекацію не супроводжуються болем. Протягом перших 2-3 годин випорожнення зберігають каловий характер, але надалі швидко втрачають забарвленість, консистенцію і специфічний запах, стають рясними, водянистими, прозорими, з пластівцями слизу, набувають патогномонічного вигляду «рисового відвару», без запаху, зрідка можуть мати слабкий запах свіжепатраної риби. Хвороба швидко прогресує. Хворі відчувають дискомфорт в епігастральній ділянці, бурчання, плескіт. Випорожнення стають частішими, ще ряснішими, за добу з кишечнику може виділятися аж до 10 літрів випорожнень. Як правило, при холері пронос передує блюванню.

### Період розгортання хвороби
Згодом виникає багаторазове блювання. Воно має свої особливості:
- з'являється після проносу;
- відсутня нудота;
- рясні блювотні маси;
- відбувається фонтаном;
- відсутній біль у животі.

Блювотиння спочатку містить залишки їжі, згодом набуває теж вигляду типового «рисового відвару». Іноді блювотні маси містять невеличкі домішки жовчі.
З випорожненнями і блювотою втрачається велика кількість рідини та певних іонів. Це призводить до розвитку зневоднення організму, метаболічного ацидозу, згущення крові та гемодинамічних розладів, що і зумовлює подальшу клінічну картину холери.

### Характеристика типового перебігу хвороби
Перебіг хвороби може бути від легкого до блискавичного, коли смерть хворого наступає вже через декілька годин від початку.

#### Стертий перебіг
Спостерігається одно- або дворазове послаблення випорожнень протягом 1-2 днів. Випорожнення рідкі, у невеликій кількості, забарвлені, зберігають каловий характер. Загальний стан хворого задовільний. Ознак клінічно значущого зневоднення немає.

#### Легкий перебіг
Діарея триває не більше 2 діб. Блювання відсутнє. Частота випорожнень 3-5 разів на добу. Випорожнення мають спочатку кашкоподібну консистенцію, згодом набувають водянистого характеру, напівпрозорі, з пластівцями слизу, без запаху. Хворих турбує сухість у роті, спрага. Язик сухий, тургор шкіри збережений. Гемодинамічних розладів немає, зневоднення помірне. Тривалість хвороби 1-2 дні.

#### Середньотяжкий перебіг
При подальшому прогресуванні хвороби частота випорожнень стає 10 і більше на добу, їх обсяг великий, вони мають типовий для холери вигляд «рисового відвару». Приєднується багаторазове блювання. З'являються чіткі клінічні ознаки помірного зневоднення. З'являються поодинокі короткочасні судоми жувальних, литкових м'язів, невеликих м'язів кистей, пальців рук, ступень. Тони серця ослаблені, пульс частішає. АТ трохи знижується. Зменшується діурез.

#### Тяжкий перебіг або ступінь
За відсутності лікування з'являються ознаки тяжкого зневоднення, що має розцінюватися клініцистом як дегідратаційний шок. Випорожнення і блювання дуже часті, навіть безперервні. Температура тіла нормальна або субнормальна, може доходити до 33,5-35 °C. Шкіра суха, на кистях рук помітно зморщена («руки пралі»). Слизові оболонки порожнини рота сухі, з тріщинками. Голос сиплий. Обличчя набуває характерного для холери вигляду: риси загострені, запалі щоки і очі, ціаноз губ, носа, вушних раковин. На обличчі хворого вираз страждання,. Розвиваються часті клонічні, а згодом і тонічні судоми м'язів пальців рук, кистей, гомілок, стегон. Внаслідок зменшення об'єму циркулюючої крові з'являються гемодинамічні розлади: тахікардія до 120—140 за хвилину, гіпотонія аж до такого АТ, що не визначається, глухість серцевих тонів, задишка, а також ціаноз слизових оболонок, нігтьових фаланг. Виділення сечі різко скорочується аж до анурії.
Процес прогресує надалі — перед самою смертю внаслідок парезу м'язів шлунку і кишечнику припиняється пронос і блювання. Риси обличчя загострені, очі глибоко западають, закочуються догори, повіки напіввідкриті, навколо очей синюшність («симптом окулярів»). Шкіра сіро-синюшна, кінчик носа, вушні раковини, фаланги пальців, губи фіолетового кольору. На обличчі вираз страждання, благання допомоги (facies hippocratica або facies cholerica). Розвивається афонія, анурія. Тіло вкривається холодним потом. Зведене судомами тіло нагадує позу боксера або гладіатора. З'являється патологічне дихання Чейна — Стокса, дихання Біота.

### Інші клінічні форми
Індивідуальна реакція на ентеротоксин та токсин III типу, наявність бактеріальних вогнищ в організмі може спричинити розвиток рідкісних форм холери — блискавичної, сухої та септичної, які відносяться згідно з МКХ10 до неуточненої холери.

#### Блискавична холера
Характеризується бурхливим розвитком зневоднення на тлі гострого токсикозу. Швидко розвивається дегідратаційний шок, ураження нервової системи, судоми. З перших годин хвороби прогресує серцево-судинна недостатність: є тотальний ціаноз, ниткоподібний пульс, глухість серцевих тонів, падіння АТ. Хворі гинуть протягом однієї доби.

#### Суха холера
З самого початку захворювання розвивається парез кишечнику. У хворих відсутні пронос і блювання. Серед повного здоров'я з'являється різка загальна слабкість, швидко розвивається ціаноз, судоми, задишка, колапс. Прогресує серцево-судинна недостатність, є розлади дихання, що за кілька годин призводить до смерті. Такий варіант хвороби іноді розвивається у виснажених осіб.

#### Септична холера
Розвивається внаслідок приєднання вторинної інфекції — холерний тифоїд по-старому. На тлі типового перебігу холери підвищується температура тіла до 39-40 °C, виникають марення, галюцинації. Свідомість потьмарена. На шкірі з'являється розеольозні висипання. Збільшуються печінка і селезінка.

## Ускладнення
При своєчасно розпочатому лікуванні нетяжка холера закінчується повним видужанням. Летальність складає 0,1-1 %. Майже у 90 % хворих розвивається короткочасне бактеріоносійство. Але прогноз при тяжкій дегідратації дуже серйозний. За відсутності ефективної терапії тривалість хвороби 2-3 дні, розвивається кома і наступає смерть.
Перебіг холери може ускладнитися розвитком серцево-судинної й гострої ниркової недостатності, гіпостатичної пневмонії внаслідок тривалого перебування хворого в ліжку і гемодинамічних розладів. Ряд ускладнень пов'язані з інфузійною терапією: запалення кровоносних судин — флебіти, флегмони, абсцеси, набряк легень (при надзвичайно великому об'ємі введеної рідини), гіпокаліємія, гіпернатріємія (при недостатньому контролі за рівнем іонів у крові хворого).

## Діагностика

### Клініко-епідеміологічна діагностика
Критерії холери:
- епідеміологічні:

- перебування в ендемічному з холери регіоні;
- вживання для пиття води з відкритих водоймищ;
- контакт із хворими на холеру або з хворими з подібними клінічними проявами;
- хвороба відбувається у осіб з асоціальних груп (безпритульні, алкоголіки тощо).

- суто клінічні:

- гострий початок;
- діарея без болю та позивів, що передує блюванню, рясні випорожнення нагадують «рисовий відвар», часті;
- блювання без нудоти;
- відсутність при цьому гарячки;
- швидкий розвиток зневоднення;
- оліго- й анурія.

### Лабораторна діагностика
Спостерігається у міру наростання зневоднення відносний еритроцитоз, лейкоцитоз, тромбоцитопенія; збільшення гематокриту (0,55-0,65); гіпокаліємія, гіпохлоремія (нижче 97 ммоль/л), гіпонатріємія (нижче 136 ммоль/л), підвищення відносної густини плазми крові (1,030-1,035), в'язкості крові (для чоловіків вище 5,4, для жінок — 4,9), декомпенсований ацидоз (pH менше 7,29); сечовий синдром (олігурія/анурія, гіперстенурія, протеїнурія, поява в сечі еритроцитів, лейкоцитів, гіалінових та зернистих циліндрів).

### Специфічна діагностика

#### Бактеріологічний метод
Є основним методом лабораторної діагностики холери. Матеріалом для дослідження є випорожнення і блювотиння хворих, які забирають до початку антибактеріальної терапії, а також відрізки тонкої кишки в разі смерті хворого. Матеріал збирають у чистий стерильний посуд або відразу засівають на середовище збагачення (1 % пептонна вода проста або з телуритом калію). Доставлений матеріал досліджують не пізніше, ніж через 3 години після забору. Посів на сьогодні здійснюють на рідкі (1 % лужна пептонна вода, середовище Монсура) та щільні (агар Хоттінгера, середовище Оксоїда тощо) поживні середовища. Виділені культури збудника ідентифікують за морфологічними і антигенними властивостями.

#### Експрес-методи діагностики
Крім класичних методів, для діагностики холери використовують:
- метод іммобілізації і мікроаглютинації холерних вібріонів під впливом специфічної протихолерної сироватки. Відповідь отримують через кілька хвилин;
- метод макроаглютинації вібріонів під дією специфічної протихолерної сироватки;
- люмінесцентно-серологічний метод. Відповідь можна отримати через 1,5-2 години від початку дослідження;
- іммобілізація вібріонів під впливом холерних бактеріофагів. Відповідь можна отримати вже через 15-20 хвилин.

#### Серологічні методи
Реакцію аглютинації, РПГА, ІФА використовують переважно для ретроспективної діагностики.

## Лікування

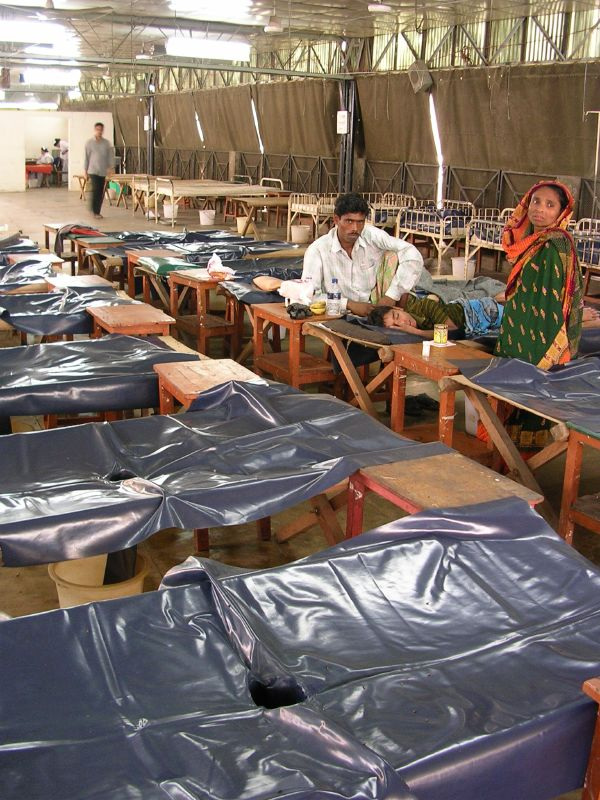
Холерна лікарня в місті Дакка, столиці Бангладешу, із типовими ліжками для хворих на холеру.

### Загальні заходи
Для забезпечення своєчасного доступу до лікування серед груп населення, схильних до захворювання на холеру, необхідно створювати центри з лікування. Слідом за доставкою хворого холерою в інфекційну лікарню або шпиталь має бути розпочато його лікування, яке проводять з урахуванням конкретної клінічної форми і тяжкості перебігу хвороби.

### Патогенетична регідратаційна терапія
Основним напрямком лікування є регідратація і ремінералізація. Тобто необхідним є відшкодування тих втрат організму, що відбулись внаслідок діареї й блювання, а саме повернення води й тих іонів, які були згадані вище. До 80 % людей можна з успіхом лікувати, своєчасно надаючи їм оральні регідратаційні суміші (ОРС) — стандартний пакет ОРС ВООЗ/ЮНІСЕФ або стандартний пакет з рисовим борошном. Це особи з початковою або помірною дегідратацією без блювання. Для хворих із помірною дегідратацією з блюванням та тяжкою дегідратацією потрібна виключно внутрішньовенна (в/в) регідратація.

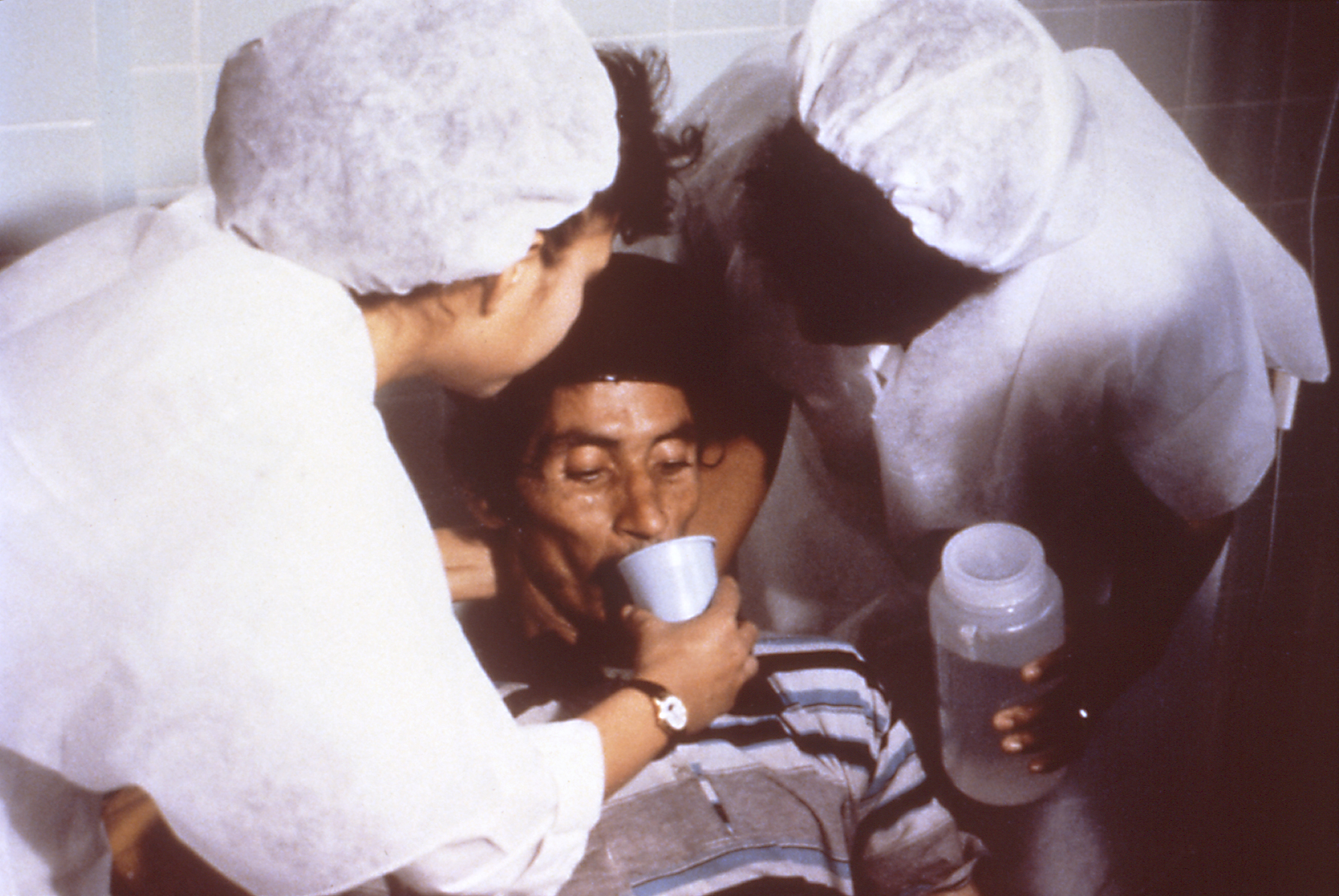
Пероральну регідратацію хворого на холеру здійснюють медичні сестри (фото 1992 р.).

Рекомендований ВООЗ базовий розчин для оральної регідратації при холері:
| Компонент  | Концентрація, ммоль/л |
| ---------- | --------------------- |
| Натрій     | 75                    |
| Калій      | 20                    |
| Хлор       | 80                    |
| Бікарбонат | 30                    |
| Глюкоза    | 111                   |

#### Перший етап регідратації
Первинна регідратація має за мету компенсацію водно-іонного дефіциту на момент початку лікування.

##### Оральна регідратація
Є загроза наростання дегідратації надалі, тому застосовують оральну регідратацію за принципом для дорослих «пити стільки, скільки їм хочеться». При помірній дегідратації без блювання потрібно за 1 годину компенсувати втрати води й іонів. Для цього використовують ОРС, що є збалансованими сумішами, містять необхідні іони, лужні буфери, воду. Останні роки ВООЗ не рекомендує застосовувати при холері такі ОРС, що містять нестійкий натрію гідрокарбонат як лужний буфер (так зване 1-е покоління ОРС), а вживати ОРС 2-го покоління (містять цитрат натрію як лужний буфер). В Україні на сьогодні стандартні пакети ОРС ВООЗ/ЮНІСЕФ не зареєстровані. ОРС 2-го покоління, що дозволені до застосування в Україні для дорослих, є «Регідрон», «Орсоль», «Електрал». Вміст пакетика розчиняють в 1 л кип'яченої води («Електрал» — в 200 г води, тому цей препарат краще підходить до регідратації дітей), яка охолола до кімнатної температури. Перед вживанням розчин ретельно перемішують. За першу годину необхідно випити маленькими ковтками близько 500—1000 мл для дорослих, після того як явища дегідратації зменшаться, дозу ОРС знижують, п'ють після кожного рідкого випорожнення. У дітей правила інші. Подальшу пероральну регідратацію проводять аж до припинення діареї.
Рекомендації ВООЗ до домашнього проведення оральної регідратації:
1. Додати 1 чайну ложку кухонної солі та 2-3 чайної ложки цукру або меду до 1 літру кип'яченої охолодженої до кімнатної температури води.
2. Або змішати 1 чайну чашку фруктового соку та 3 чайні чашки кип'яченої води і додати 1 чайну ложку кухонної солі.
3. Або змішати 1 літр чистої води, 1/2 чайної ложки кухонної солі, 1/4 ложки замінника солі (де є калію хлорид), 1/2 чайної ложки харчової соди, 2-3 столової ложки цукру (або меду). Якщо неможливо використати замінник солі та соду — збільшити кількість кухонної солі до 1 чайної ложки на літр води.

##### Внутрішньовенна регідратація
При помірній дегідратації з блюванням, тяжкій дегідратації, регідратацію проводять парентерально, шляхом внутрішньовенної (в/в) інфузії з урахуванням маси тіла хворого, показників пульсу, АТ, гематокриту, відносної густини плазми крові, кислотно-основного стану (КОС), центрального венозного тиску (ЦВТ), об'єму циркулюючої плазми (ОЦП), вмісту калію, натрію, хлору. У цьому разі первинну регідратацію слід провести за 2-4 години з швидкістю внутрішньовенного введення розчинів 50-100 мл/кг/год. Адекватність введення контролюють, оцінюючи ступінь покращення вищеназваних показників. В Україні для внутрішньовенної регідратації при холері на сьогодні використовують такі збалансовані сольові розчини: «Стерофундин ISO», «Розчин Рінгера лактатний», «Розчин Рінгер-лактатний-цитоклін», «Розчин Рінгер-лактатний-солювен», «Розчин Рінгера-Локка», «Хартмана розчин», «Електролітів-153 розчин», «Ацесоль», «Трисоль», «Дисоль». На початку першого етапу регідратації, коли потрібно швидко вводити великі обсяги сольових розчинів перевагу потрібно віддати вищеназваним лактатним розчинам Рінгера, «Стерофундин ISO». При наявності клінічно виразної гіперкаліємії, що буває при розвитку гострої ниркової недостатності, потрібно вводити розчини, що не містять калію на кшталт «Дисоль». Тільки при наявності критичної гіпоглікемії дорослим допустиме в/в введення певної кількості 5 % розчину глюкози. У дітей це можливе частіше, через швидший, ніж у дорослих, розвиток гіпоглікемії при тяжкій холері.
Критерії закінчення першого етапу парентеральної регідратації:
- Клінічні:

- потепління шкіри, відновлення її натурального забарвлення;
- зниження тахікардії й поліпшення властивостей пульсу;
- нормалізація АТ з деяким збільшенням пульсового АТ;
- виведення хворого із шоку, встановлення діурезу до 40 мл/год.

- Лабораторні:

- нормалізація ОЦП (норма 60-75 мл/кг маси тіла);
- нормалізація ЦВТ (норма 80-100 мм водного стовпа);
- відновлення нормальних значень відносної густини плазми (норма 1,023-1,025).

#### Другий етап регідратації
Компенсаторна регідратація, що має за мету компенсацію втрат води й іонів, що продовжуються. Корекцію втрат рідини проводять з урахуванням показників гомеостазу, ваги випорожнень й блювоти. У разі необхідності продовження парентерального відшкодування вищеназвані розчини вводять з середньою швидкістю 20-40 мл/кг/год, змінюючи швидкість введення відповідно до обсягу втрат рідини організмом хворого, які вимірюються кожні 2-3 години.
Критерії закінчення другого етапу внутрішньовенної регідратації:
- повне відновлення сечовиділення, при тому, що діурез має перевищувати обсяг випорожнень;
- поява калових випорожнень;
- припинення блювання.

У разі цього хворого переводять на пероральну регідратацію. Об'єм рідини, що він має випити, мусить у 1,5 рази перевищувати об'єм його калу і сечі.

### Етіотропна терапія
На сьогодні ВООЗ не рекомендує масове застосування антибіотиків, так як це не справляє вплив на поширення холери та сприяє підвищенню стійкості вібріонів до протимікробних препаратів. Тому за відсутності помірної та тяжкої дегідратації антибактерійні засоби, зазвичай, не призначають.
Для прискорення очищення організму від вібріонів при холері з помірною й тяжкою дегідратацією (що доказано зменшує тривалість діареї) після припинення блювання дорослим призначають орально одноразово азитроміцин 1 г, або ципрофлоксацин 1 г, або доксициклін 0,3 г. Дітям ці препарати призначають залежно від вікових протипоказань, або використовують комбінований препарат триметоприм+сульфаметоксазол у дозі 0,008/0,04 г. Тривале застосування антибактерійних засобів не вважають доцільним.
Згідно з правилами, що діють в Україні, виписують реконвалесцентів зі стаціонару на 8—10-й день після клінічного видужання за умови наявності 3-х негативних результатів бактеріологічного дослідження випорожнень і одноразового дослідження жовчі (порції В і С). Бактеріологічне дослідження проводять не раніше ніж через 24-36 годин після відміни антибіотиків протягом 3-х днів. Надалі за реконвалесцентами здійснюють диспансерний нагляд.

## Профілактика

### Загальні правила запобігання поширення холери
ВООЗ не рекомендує при профілактиці холери карантинні заходи й заборону на переміщення людей і товарів. Окремі випадки холери, що пов'язують з імпортованими харчовими продуктами, мали відношення до тих харчових продуктів, що належали окремим особам, які здійснювали поїздки. Отже, накладення обмежень на імпорт харчових продуктів, вироблених відповідно до належної практики виробництва, на підставі одного лише факту, що в даній країні є епідемія холери або в цій державі холера є ендемічною хворобою, необґрунтовано. Країнам, що межують з районами, охопленими холерою, настійливо рекомендують посилити епідеміологічний нагляд за хворобою і національну готовність до швидкого виявлення спалахів холери, прийняття відповідних заходів у відповідь на випадки міжнародного поширення цієї хвороби. Крім того особам, що здійснюють поїздки, і окремим спільнотам необхідно надавати інформацію про потенційні небезпеки і симптоми холери, запобіжні заходи, яких необхідно дотримуватися, і про те, коли й куди необхідно повідомляти про випадки захворювання.
Рекомендації ВООЗ для населення стосовно запобігання холери (1992 р.) — три основні правила:
- піддайте їжу термічній обробці;
- прокип'ятіть воду;
- мийте руки.

### Профілактичні заходи із запобігання подальшого поширення холери при виникненні спалаху на певній території
Відразу ж після виявлення спалаху хвороби звичайна стратегія втручання повинна бути спрямована на зниження смертності шляхом забезпечення швидкого доступу до лікування та обмеження поширення хвороби знезараженням води, створенням належної санітарії й проведенням активної санітарної освіти з метою поліпшення гігієни і безпечної практики обробки харчових продуктів в окремих спільнотах, що є вирішальними чинниками у зменшенні захворювання на холеру.

### Вакцинація
За рекомендаціями ВООЗ, в районах, де холера є ендемічною, а також у районах, де існує загроза виникнення спалахів хвороби, імунізацію існуючими цільноклітинними убитими оральними вакцинами проти холери необхідно використовувати тільки у поєднанні із зазвичай рекомендованими контрольними заходами. Вакцини надають лише короткочасний захист у той час, коли починають здійснювати такі довготривалі заходи, як поліпшення якості води і санітарії. Як приклад, 2019 року в Демократичній республіці Конго, де відбуваються часто спалахи холери, впродовж 3-8 липня у 15 медичних районах здійснено вакцинацію 1 232 тисяч осіб віком від 1 року.
Детальніші відомості з цієї теми ви можете знайти в статті Вакцини проти холери.

## Цікаві факти
- Холера, на відміну від чуми або прокази, «удостоїлася» в художній літературі меншої уваги. Швидше за все це пов'язано з явною «нелітературністю», «непоетичністю» і тим більше «неромантичністю» симптомів «проносної хвороби». Цьому сприяли ще й некоректні висловлювання далеких від наукової медицини людей. Зокрема, профілактика цього захворювання в Бразилії наштовхнулася на протидію бідняків. За рахунок помилково створеного іміджу холери в цій країні як хвороби знедолених, «собачої хвороби» бідолахи з районів нетрів тривалий час чинили опір заходам боротьби з грізною недугою, заявляючи: «Я не собака!». «Нелітературність» холери призвела до цікавого казусу вже в наш час. Назву роману Нобелівського лауреата Габріеля Гарсія Маркеса (ісп. El amor en los tiempos del cólera — «Кохання під час холери») недолугі російські перекладачі обізвали «Кохання під час чуми», по ходу тексту замінивши всюди «холеру» на «чуму».
- Багато французів відзначали, що існує досить дивний збіг: варто з'явитися на сцені новій опері композитора Джакомо Меєрбера, як у Франції починається епідемія холери. Після прем'єри «Роберта-диявола» з'явилася холера в 1832 р., вслід за «Пророком» — у 1849 р., і, нарешті, в 1854 р. — якраз опісля «Зірки Півночі». Фейлетоністи того часу писали, що в цьому немає нічого незвичайного: «Лише починає звучати музика Меєрбера, то це завжди віщує народне лихо. Меєрбер — не музикант, а диявол, переодягнений у музиканта, що закинутий у Францію з пекла».
- У сільській Україні XIX ст. вірили, що холера — це стара, яка носить червоні чоботи, може ходити по поверхні води, безперестанку зітхає і ночами бігає по селу з вигуком: «Була біда, буде й лихо!». Де вона зупиниться переночувати, в тому будинку не вціліє в живих жодна людина.
- Російський художник Павло Федотов у картині «Це холера винна» (1848 р.) намалював випадок сухої холери. У раптово померлого, розпростертого на підлозі ціанотичний колір обличчя, характерний для такого клінічного перебігу хвороби. Мабуть, Федотов, знаний майстер жанрових сцен, відбив якісь свої власні спостереження холери. Його картина відтворює обстановку страху перед холерою, що охопила тодішнє суспільство під час III пандемії холери.
- 23 червня 1831 р. орда народу, що зібралася на Сінній площі в Петербурзі, напала на карети, в яких везли холерних хворих під приводом, що государя обманюють і в лікарні беруть здорових. Прискакавши з Петергофа, імператор Микола I громовим голосом наказав натовпу: «На коліна!». Після цього, як писав сучасник, «докорив за безлади, велів на цьому місці молитися і просити прощення у Бога і у себе». Відслужили молебень, проте через два-три дні заворушення відновилися, оскільки бунтівники до цього безперешкодно покинули місто. У ніч розлючені «холерні заколотники» витягли на вулицю хворих, аби відправити їх додому, вбили двох лікарів і побили жандарма, потім бунтівники переламали холерні карети і справили інші неподобства. Особливо страшний бунт, що супроводжувався масовим побиттям лікарів і офіцерів, вибухнув в аракчеєвських військових селищах Новгородської губернії. На дверях лікарні в Смоленську зробили наступний напис: «Якщо доктори німці[68] не перестануть губити народ православний, то ми їхніми черепами вимостимо вулиці!».
- Холерні заворушення відбувалися в 1830-х рр. в Угорщині, де народ підозрював отруєння. Для дезінфекції використовували хлорне вапно, люди запідозрили в ній отруту й змусили лікарів її ковтати на доказ нешкідливості. У липні 1831 р. найбільше селянське повстання в XIX ст. спалахнуло у Східній Словаччині. Приводом до нього також послужила холера. Санітарно-карантинні заходи уряду Австрійської імперії (заборона на торгівлю, на пересування населення, проведення хлорування води та інші) породили чутки, що «пани труять простий народ». Повстання почалось у Кошицях, потім поширилося на Земплін й Шариш. У ньому брало участь близько 40 тисяч людей. Тільки в листопаді того ж року воно було зі значними потугами й великими жертвами придушене регулярними імперськими військами. У 1832 р. в англійському Бірмінгемі під час епідемії холери поширилася чутка, що ховають ще живих людей. Натовп кинувся на кладовища, люди розрили могили, переламали труни і вбили кілька осіб, запідозрених в уявному злочині. Того ж року в Манчестері тисячі людей зібралися одного ранку на вулицях — серед натовпу несли на ношах обезголовлений труп померлої від іншої хвороби дитини, у якої лікар відрізав голову для проведення анатомічних досліджень. Населення міста вважало, що дитина убита лікарями холерного госпіталю, і збиралося його зруйнувати. Бунт був придушений військами.

## Видатні особи, які померли від холери
| - Катерина Шевченко - Кошовий отаман Йосип Гладкий - Карл фон Клаузевіц - Томас Меткальф - Георг Гегель - Генрі де Жорж - Мудров Матвій Якович - Адам Міцкевич - Чайковський Петро Ілліч - Іванов Олександр Андрійович - Барнетт Генрі - Амедей Курбе - Авдотья Істоміна - Хом'яков Олексій Степанович | - Леонід, патріарх Грузії - Дибич-Забалканський Іван Іванович - Генріх Хорутанський - Август Найдгардт фон Ґнайзенау - Джованні Баттиста Донаті - Карл Х - Франтішек Кодеш - Марія Тереза Австрійська - Іван Могильницький - Отто Обермаєр - Йоанна Жубр - Цесаревич і великий князь Російської імперії Костянтин Павлович - Головнін Василь Михайлович |